# Naarda symethusalis
Naarda symethusalis är en fjärilsart som beskrevs av Walker 1859. Naarda symethusalis ingår i släktet Naarda och familjen nattflyn. Inga underarter finns listade i Catalogue of Life.